# Шіпітбаал III

Бібл в складі Ахеменидської держави (близько 500 року до н. е.)

Шіпітбаал III (фінік. Shipit-ba‘al) — цар Бібла близько 500 року до н.е.

## Біографія
Шіпітбаал III відомий тільки з двох написів. Перша зроблена за наказом його неназваного по імені сина. Передбачається, що цим сином міг бути цар Урумілк II, який панував на початку V століття до н.е. У другому написі, що повідомляє про дари, даних Шіпітбаалом III храму богині Астарти, він названий правителем Бібла. На цих підставах правління цього монарха датують приблизно кінцем VI — початком V століття до н. е., часом владарювання царя Дарія I (522-486 роки до н.е.). Хто був безпосереднім попередником Шіпітбаала III на престолі, не встановлено: попереднім відомим правителем Бібла був Мілкіасап, діяльність якого відноситься до 660-х років до н. е.
Ніяких інших відомостей про правління Шіпітбаала III не збереглося. Відомо тільки, що в той час Бібл, також як і інші міста Фінікії, підпорядковувався верховній владі правителів Ахеменідської держави.
Після Шіпітбаала III владу над його володіннями отримав Урумілку II.